# Sultan Naga Dimaporo
Sultan Naga Dimaporo (o anche Karomatan) è una municipalità di quarta classe delle Filippine, situata nella Provincia di Lanao del Norte, nella Regione del Mindanao Settentrionale.
Sultan Naga Dimaporo è formata da 37 baranggay:
- Bangaan
- Bangco
- Bansarvil II
- Bauyan
- Cabongbongan
- Calibao
- Calipapa
- Calube
- Campo Islam
- Capocao
- Dabliston
- Dalama
- Dangulaan
- Ditago
- Ilian
- Kauswagan
- Kirapan
- Koreo
- Lantawan

- Mabuhay
- Maguindanao
- Mahayahay
- Mamagum
- Mina
- Pandanan
- Payong
- Pikalawag
- Pikinit
- Piraka
- Poblacion
- Ramain
- Rebucon
- Sigayan
- Sugod
- Tagulo
- Tantaon
- Topocon (Capocgo)